# Кузьмина, Екатерина Антоновна
Екатерина Антоновна Кузьмина (17 ноября 1927 — 21 октября 2012) — советская работница сельского хозяйства, доярка, Герой Социалистического Труда.

## Биография
Родилась 17 ноября 1927 года в деревне Пановка Высокогорского района Татарской АССР.
После окончания начальной школы, во время Великой Отечественной войны, начала работать в местном колхозе «Победа» — дояркой, бригадиром, завхозом. После войны работала в совхозе «Бирюлинский», было много тяжелого ручного труда. Но скоро о старательной доярке стало известно во всем Высокогорском районе. Кузьмина одной из первых вступила в социалистическое соревнование и добилась получения 4000 кг молока от каждой коровы в год, завоевав звание «Лучшая доярка Татарской АССР». В 1964 году она добилась нового результата, доведя надои до 4500, а в 1965 году — до 4635 кг молока. При этом успевала быть наставницей для молодых. За такой труд в 1966 году была удостоена звания Героя Социалистического Труда. Не единожды Екатерина Антоновна была участницей ВДНХ СССР.
Е. А. Кузьмина участвовала в общественной жизни — неоднократно избиралась депутатом сельского и районного Советов, была кандидатом в члены обкома партии, членом Высокогорского райкома КПСС. Проработав в совхозе до 1985 года, вышла на заслуженный отдых.
Скончалась 21 октября 2012 года.

## Награды
- 22 марта 1966 года Е. А. Кузьминой было присвоено звание Героя Социалистического Труда с вручением ордена Ленина (за достигнутые успехи в развитии животноводства, увеличении производства и заготовок мяса, молока и другой продукции).
- Также была награждена медалями СССР.
- В 2007 году Екатерина Антоновна была поощрена Благодарственным письмом Президента Республики Татарстан[3].